# Saint-Lyé
Saint-Lyé est une commune française, située dans le département de l'Aube en région Grand Est.

## Géographie
| Payns                    | Mergey    | Saint-Benoit-sur-Seine |
| Le Pavillon-Sainte-Julie | Saint-Lyé | Sainte-Maure           |
| Macey                    | Montgueux | Barberey-Saint-Sulpice |

Les habitants sont les Lyotains et les Lyotines.

### Hydrographie

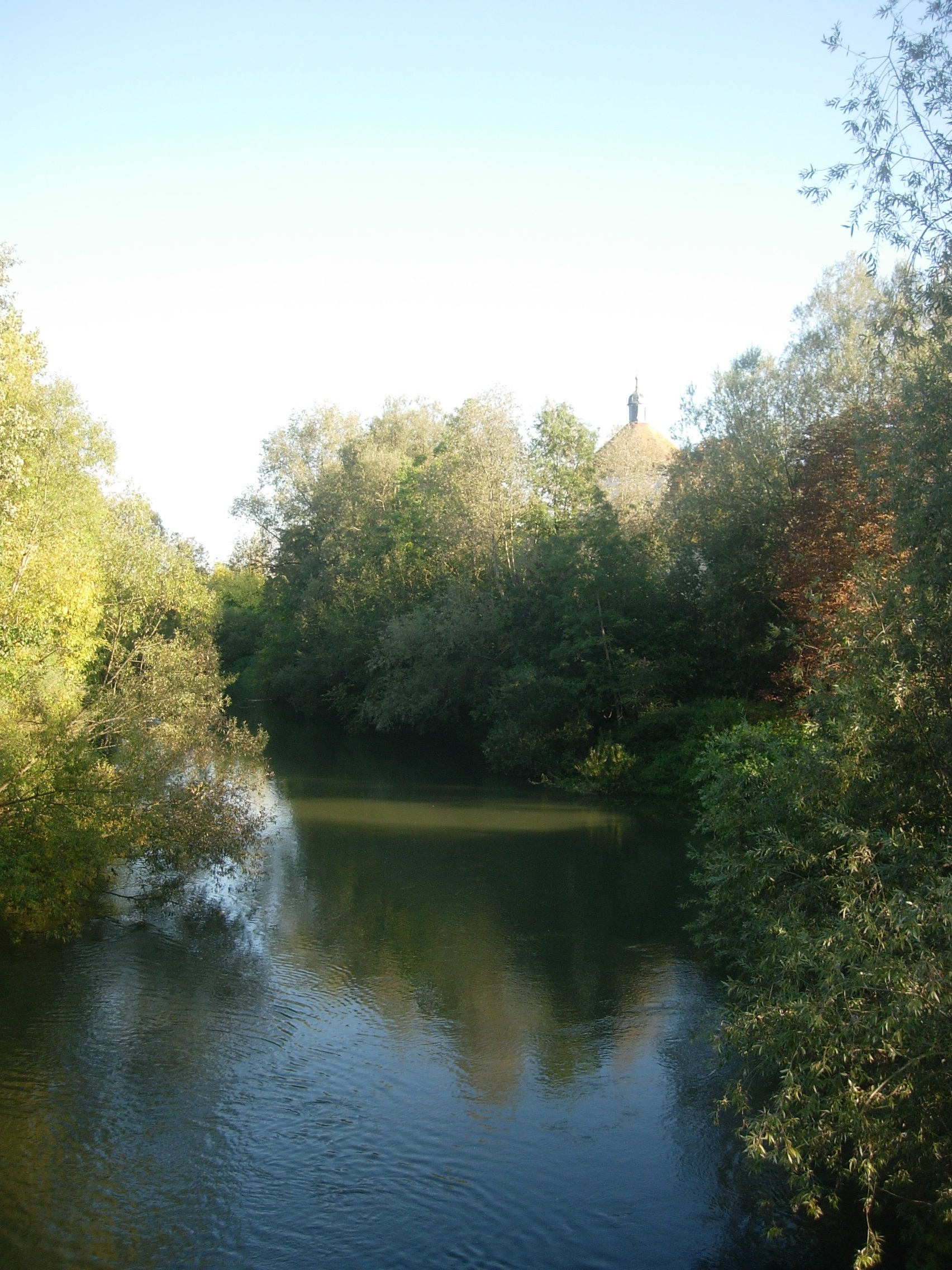
Vue depuis le pont sur la Seine.

La commune est dans la région hydrographique « la Seine de sa source au confluent de l'Oise (exclu) » au sein du bassin Seine-Normandie. Elle est drainée par l'ancien canal de la Haute Seine, la Seine, la Fausse, le Melda, un bras de la Fausse Rivière, le canal 01 de l'Ancienne Ecluse de Saint-Lyé, le canal 01 du Pré Vieux, la Fontaine de Conge, le Fossé 01 de Barberey-aux-Moines, le Fossé 01 de Maset, le Fossé 01 des Pâtures, le Fossé 01 du Bois Champêtre, le Fossé 03 de la Garenne, le Fossé la Noue Violette, la Rivière Noire, la Seine, le ruisseau de Pilaout et divers autres petits cours d'eau,.
La Seine, un fleuve long de 775 km, coule dans le Bassin parisien et notamment dans le département de l’Aube en le traversant du sud-est au nord-ouest. Elle longe la commune sur son flanc nord-est.
L'ancien canal de la Haute Seine est un canal, chenal non navigable de 38,2 km. Il prend sa source dans la commune de Barberey-Saint-Sulpice et se jette dans l'Aube au niveau de la commune de Marcilly-sur-Seine.
La Fausse, d'une longueur de 10 km, prend sa source dans la commune de Sainte-Maure et se jette  dans le Melda à Villacerf, après avoir traversé six communes.
Le Melda, d'une longueur de 24 km, prend sa source dans la commune de Lavau et se jette  dans la Seine à Savières, après avoir traversé huit communes.

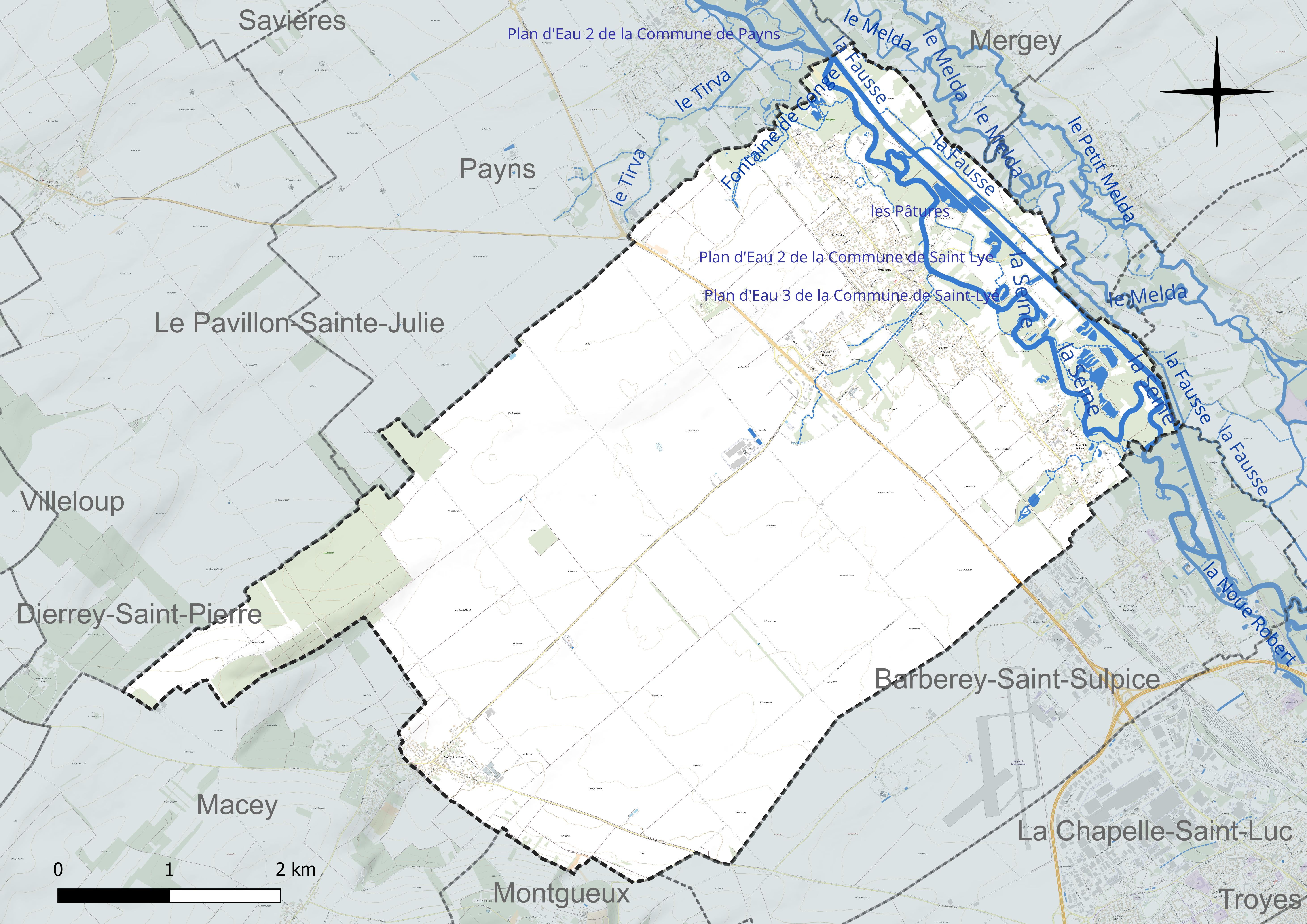
Réseau hydrographique de Saint-Lyé.

Cinq plans d'eau complètent le réseau hydrographique : la Croix de Mantenay (1,5 ha), le plan d'eau 1 de la commune de Saint Lye (1,3 ha), le plan d'eau 2 de la commune de Saint Lye (1,9 ha), le plan d'eau 3 de la commune de Saint-Lyé (1,2 ha) et les Pâtures (3 ha),.

### Climat
Pour des articles plus généraux, voir Climat du Grand Est et Climat de l'Aube.
En 2010, le climat de la commune est de type climat océanique dégradé des plaines du Centre et du Nord, selon une étude du Centre national de la recherche scientifique s'appuyant sur une série de données couvrant la période 1971-2000. En 2020, Météo-France publie une typologie des climats de la France métropolitaine dans laquelle la commune est exposée à un climat océanique altéré et est dans la région climatique Nord-est du bassin Parisien, caractérisée par un ensoleillement médiocre, une pluviométrie moyenne régulièrement répartie au cours de l’année et un hiver froid (3 °C).
Pour la période 1971-2000, la température annuelle moyenne est de 10,7 °C, avec une amplitude thermique annuelle de 15,7 °C. Le cumul annuel moyen de précipitations est de 685 mm, avec 11,2 jours de précipitations en janvier et 7,8 jours en juillet. Pour la période 1991-2020, la température moyenne annuelle observée sur la station météorologique de Météo-France la plus proche, « Troyes-Barberey », sur la commune de Barberey-Saint-Sulpice à 4 km à vol d'oiseau, est de 11,3 °C et le cumul annuel moyen de précipitations est de 644,6 mm. 
La température maximale relevée sur cette station est de 41,8 °C, atteinte le 25 juillet 2019 ; la température minimale est de −23 °C, atteinte le 17 janvier 1985,,.
| Mois                                  | jan.           | fév.             | mars           | avril         | mai           | juin           | jui.           | août          | sep.          | oct.            | nov.             | déc.           | année     |
| ------------------------------------- | -------------- | ---------------- | -------------- | ------------- | ------------- | -------------- | -------------- | ------------- | ------------- | --------------- | ---------------- | -------------- | --------- |
| Température minimale moyenne (°C)     | 0,5            | 0,3              | 2,2            | 4,2           | 8,1           | 11,3           | 13,4           | 13,2          | 9,8           | 7,2             | 3,5              | 1,3            | 6,3       |
| Température moyenne (°C)              | 3,6            | 4,3              | 7,4            | 10,2          | 14            | 17,4           | 19,8           | 19,6          | 15,7          | 11,9            | 7,1              | 4,3            | 11,3      |
| Température maximale moyenne (°C)     | 6,8            | 8,2              | 12,5           | 16,2          | 19,9          | 23,5           | 26,2           | 26            | 21,6          | 16,6            | 10,6             | 7,4            | 16,3      |
| Record de froid (°C) date du record   | −23 17.01.1985 | −17,6 25.02.1986 | −15,4 01.03.05 | −6,2 09.04.03 | −2 01.05.1984 | 0,4 05.06.1991 | 3,1 04.07.1984 | 3 31.08.1986  | −0,4 29.09.02 | −7 31.10.1985   | −11,1 24.11.1998 | −18 31.12.1985 | −23 1985  |
| Record de chaleur (°C) date du record | 16,2 30.01.02  | 22,1 27.02.19    | 26,1 31.03.21  | 29,2 19.04.18 | 33,3 28.05.17 | 38,4 18.06.22  | 41,8 25.07.19  | 40,6 12.08.03 | 35 14.09.20   | 30,3 01.10.1985 | 23 02.11.20      | 19 03.12.1985  | 41,8 2019 |
| Ensoleillement (h)                    | 631            | 904              | 1 483          | 190           | 2 164         | 2 308          | 2 422          | 232           | 1 857         | 1 254           | 698              | 574            | 18 514    |
| Précipitations (mm)                   | 48,2           | 44,2             | 45,9           | 48,3          | 64,9          | 52,4           | 56,4           | 53,9          | 52,4          | 63,8            | 55,3             | 58,9           | 644,6     |

| Diagramme climatique                                  |            |             |             |             |              |              |            |             |             |             |            |
| J                                                     | F          | M           | A           | M           | J            | J            | A          | S           | O           | N           | D          |
| 6,80,548,2                                            | 8,20,344,2 | 12,52,245,9 | 16,24,248,3 | 19,98,164,9 | 23,511,352,4 | 26,213,456,4 | 2613,253,9 | 21,69,852,4 | 16,67,263,8 | 10,63,555,3 | 7,41,358,9 |
| Moyennes : • Temp. maxi et mini °C • Précipitation mm |            |             |             |             |              |              |            |             |             |             |            |

Les paramètres climatiques de la commune ont été estimés pour le milieu du siècle (2041-2070) selon différents scénarios d'émission de gaz à effet de serre à partir des nouvelles projections climatiques de référence DRIAS-2020. Ils sont consultables sur un site dédié publié par Météo-France en novembre 2022.

## Urbanisme

### Typologie
Au 1er janvier 2024, Saint-Lyé est catégorisée ceinture urbaine, selon la nouvelle grille communale de densité à 7 niveaux définie par l'Insee en 2022.
Elle appartient à l'unité urbaine de Saint-Lyé, une unité urbaine monocommunale constituant une ville isolée,. Par ailleurs la commune fait partie de l'aire d'attraction de Troyes, dont elle est une commune de la couronne,. Cette aire, qui regroupe 209 communes, est catégorisée dans les aires de 200 000 à moins de 700 000 habitants,.

### Occupation des sols
L'occupation des sols de la commune, telle qu'elle ressort de la base de données européenne d’occupation biophysique des sols Corine Land Cover (CLC), est marquée par l'importance des territoires agricoles (81,1 % en 2018), en diminution par rapport à 1990 (81,9 %). La répartition détaillée en 2018 est la suivante : 
terres arables (74,5 %), forêts (11,4 %), zones agricoles hétérogènes (6,4 %), zones urbanisées (6,3 %), milieux à végétation arbustive et/ou herbacée (1,2 %), prairies (0,3 %). L'évolution de l’occupation des sols de la commune et de ses infrastructures peut être observée sur les différentes représentations cartographiques du territoire : la carte de Cassini (XVIIIe siècle), la carte d'état-major (1820-1866) et les cartes ou photos aériennes de l'IGN pour la période actuelle (1950 à aujourd'hui).

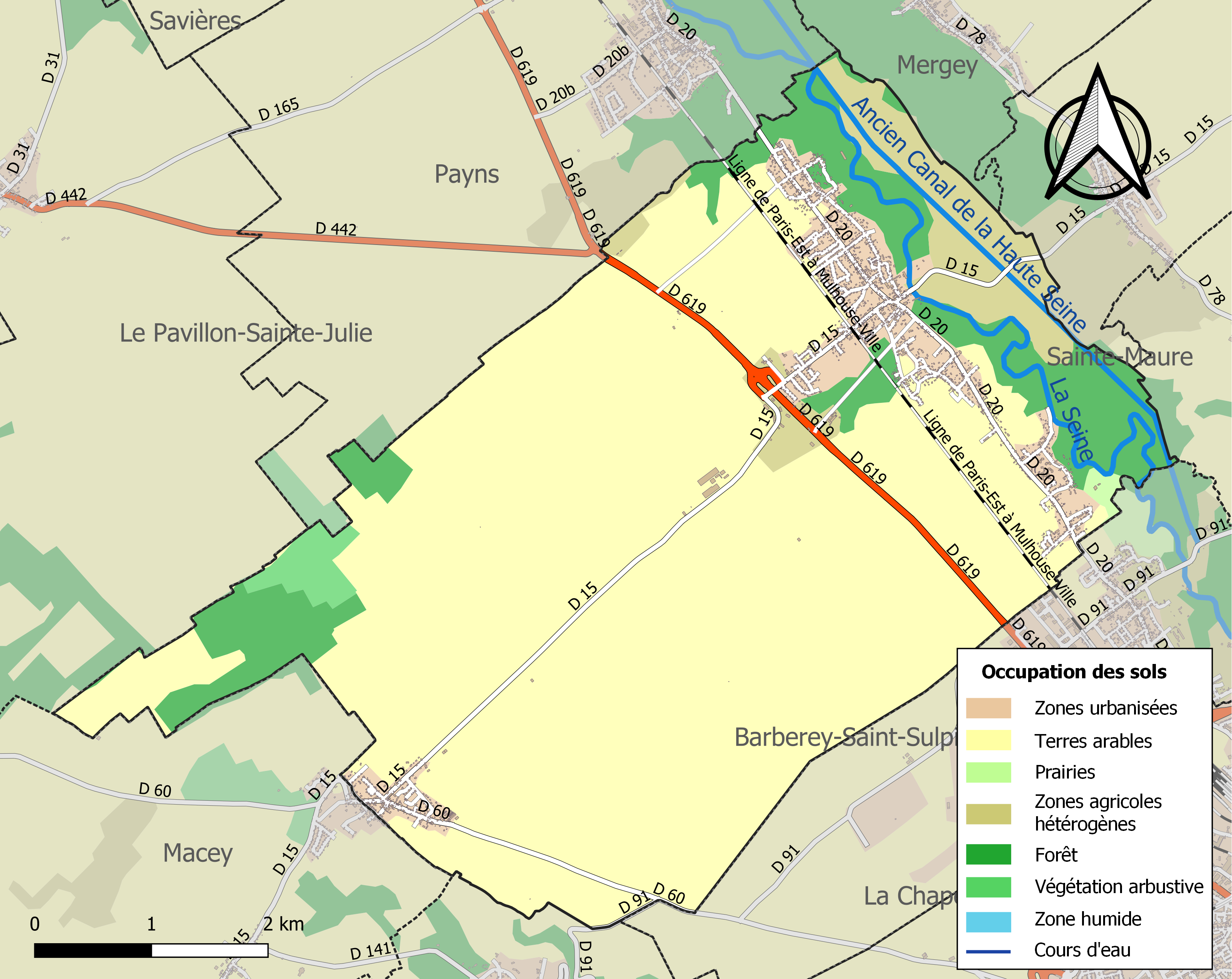
Carte des infrastructures et de l'occupation des sols de la commune en 2018 (CLC).

## Histoire

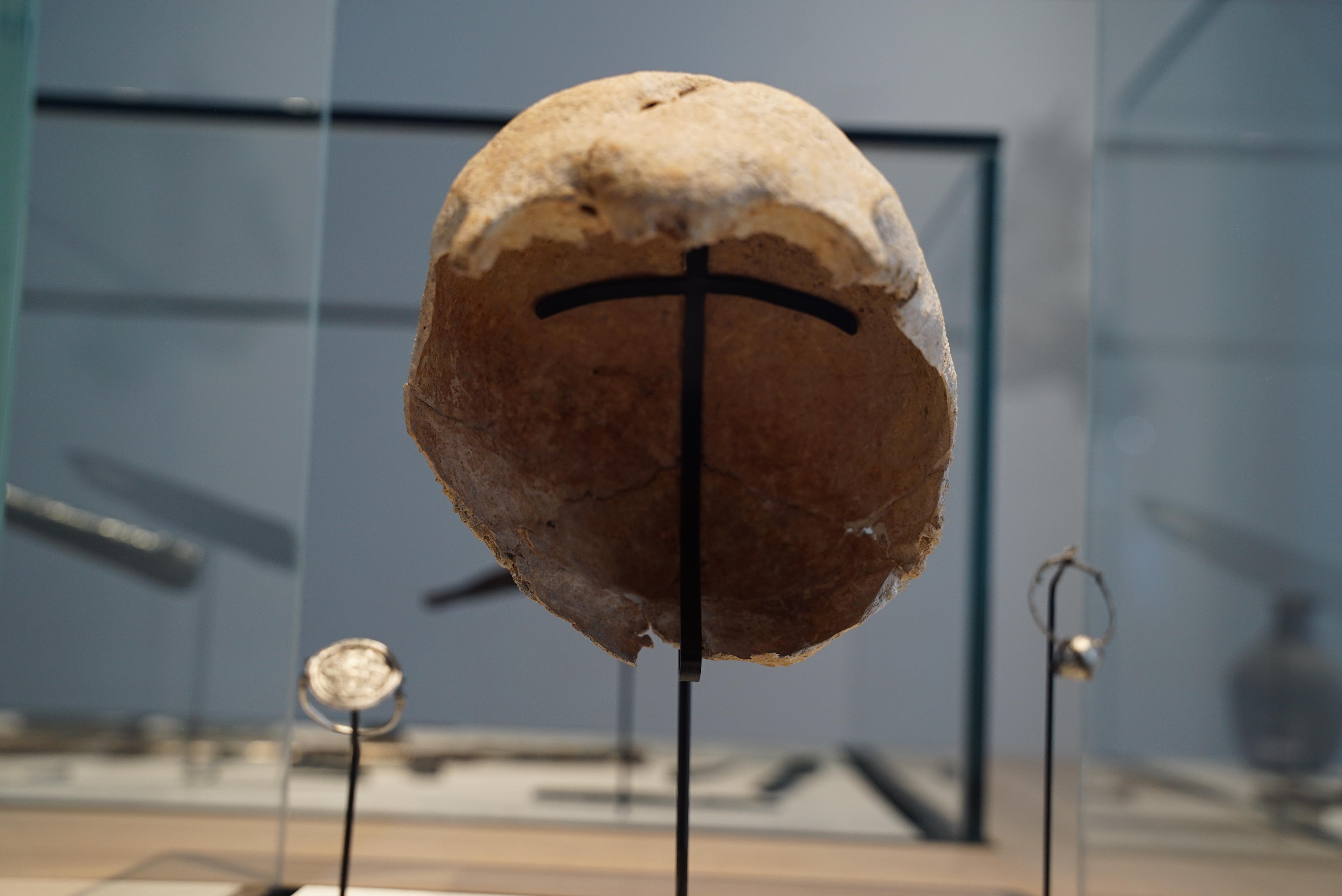
Objets du VIIe siècle fouillés à Saint-Lyé.

L'évêque de Troyes y possède une résidence rurale, composée : « d'un chastel cloz de meurs et de fosse à eaux vive et attenant des fosses une basse-court en laquelle a deux granche et une maison pour mettre les bleds et le betail ».

### Barberey-aux-Moines

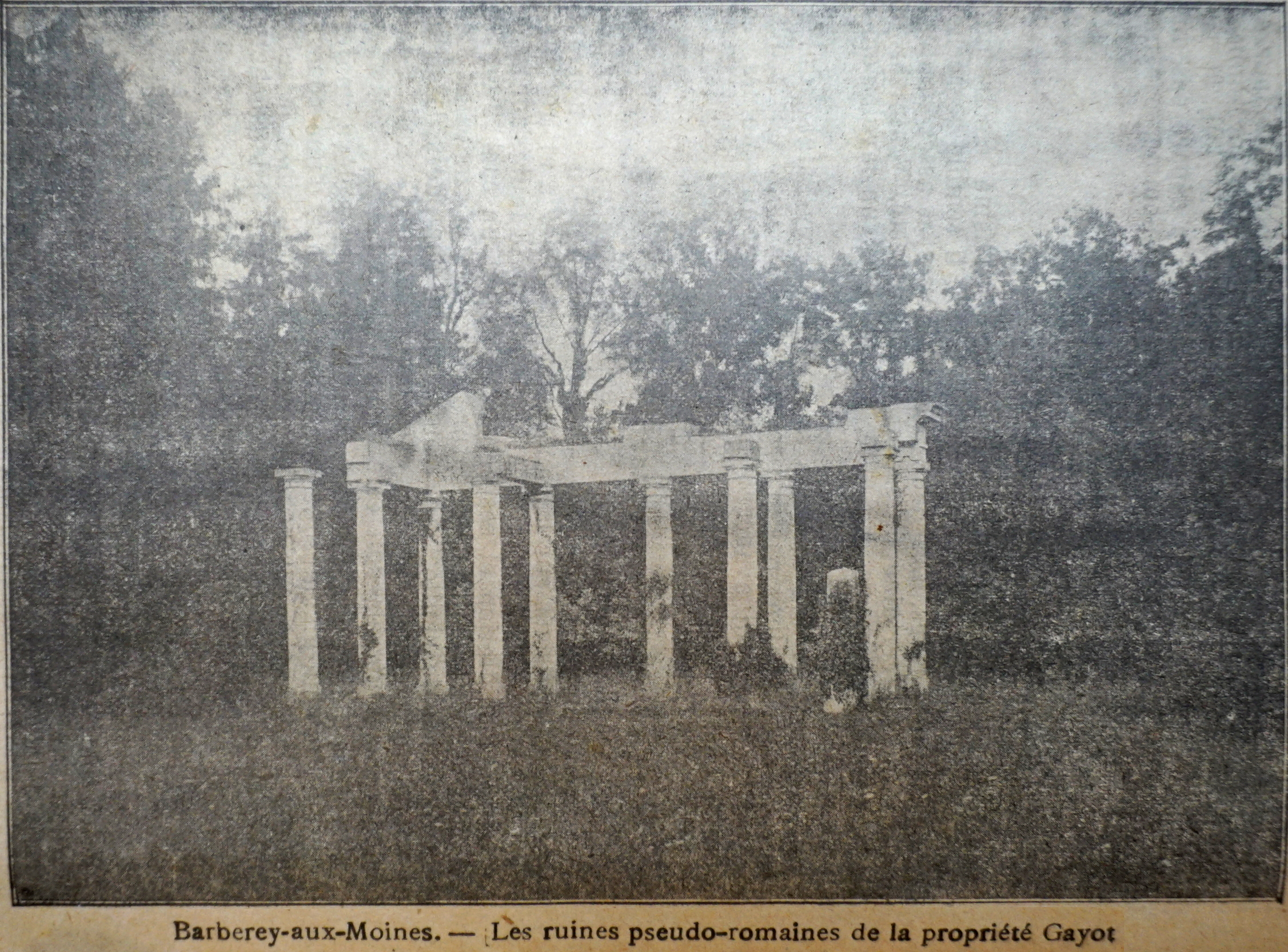
Propriété Gayot.

Il formait une commune de 1789 à l'an III date à laquelle elle fut réunie avec Saint-Lyé.
En 1901 est créé le Club Aéronautique de l'Aube, consacré à l'aérostation.
En 1911 est créé l'aérodrome de Saint-Lyé. La commune prend alors le nom de Saint-Lyé-Aviation. En 1910, Saint-Lyé a été la ville d'arrivée de la première étape du Circuit de l'Est d’aviation.

## Politique et administration

### Liste des maires
| Période                                  | Période                   | Identité           | Étiquette | Qualité         |
| ---------------------------------------- | ------------------------- | ------------------ | --------- | --------------- |
| mars 1977                                | mars 1989                 | Guy Chevance       |           |                 |
| Les données manquantes sont à compléter. |                           |                    |           |                 |
| mars 2001                                | décembre 2006 (démission) | Guy Doussot        | DVG       |                 |
| décembre 2006                            | mai 2020                  | Marcel Spilmann    | DVG       | Retraité d'EDF  |
| mai 2020                                 | en cours                  | Nicolas Mennetrier | DVG       | Artisan peintre |
| Les données manquantes sont à compléter. |                           |                    |           |                 |

Le maire Marcel Spilmann accorde sa signature à Marine Le Pen pour la présidentielle de 2017.

## Démographie
L'évolution du nombre d'habitants est connue à travers les recensements de la population effectués dans la commune depuis 1793. Pour les communes de moins de 10 000 habitants, une enquête de recensement portant sur toute la population est réalisée tous les cinq ans, les populations de référence des années intermédiaires étant quant à elles estimées par interpolation ou extrapolation. Pour la commune, le premier recensement exhaustif entrant dans le cadre du nouveau dispositif a été réalisé en 2004.

En 2022, la commune comptait 2 867 habitants, en évolution de −2,48 % par rapport à 2016 (Aube : +0,7 %, France hors Mayotte : +2,11 %).
| 1793 | 1800 | 1806 | 1821 | 1831 | 1836 | 1841 | 1846 | 1851 |
| ---- | ---- | ---- | ---- | ---- | ---- | ---- | ---- | ---- |
| 464  | 792  | 652  | 752  | 908  | 906  | 937  | 991  | 969  |

| 1856 | 1861 | 1866 | 1872 | 1876 | 1881 | 1886 | 1891 | 1896 |
| ---- | ---- | ---- | ---- | ---- | ---- | ---- | ---- | ---- |
| 995  | 992  | 968  | 911  | 862  | 815  | 824  | 808  | 812  |

| 1901 | 1906 | 1911 | 1921 | 1926 | 1931 | 1936 | 1946  | 1954  |
| ---- | ---- | ---- | ---- | ---- | ---- | ---- | ----- | ----- |
| 782  | 784  | 776  | 766  | 903  | 949  | 986  | 1 017 | 1 080 |

| 1962  | 1968  | 1975  | 1982  | 1990  | 1999  | 2004  | 2006  | 2009  |
| ----- | ----- | ----- | ----- | ----- | ----- | ----- | ----- | ----- |
| 1 099 | 1 258 | 1 795 | 2 189 | 2 496 | 2 633 | 2 705 | 2 728 | 2 904 |

| 2014  | 2019  | 2022  | - | - | - | - | - | - |
| ----- | ----- | ----- | - | - | - | - | - | - |
| 2 940 | 2 885 | 2 867 | - | - | - | - | - | - |

## Lieux et monuments
- Église Saint-Lyé de Saint-Lyé.

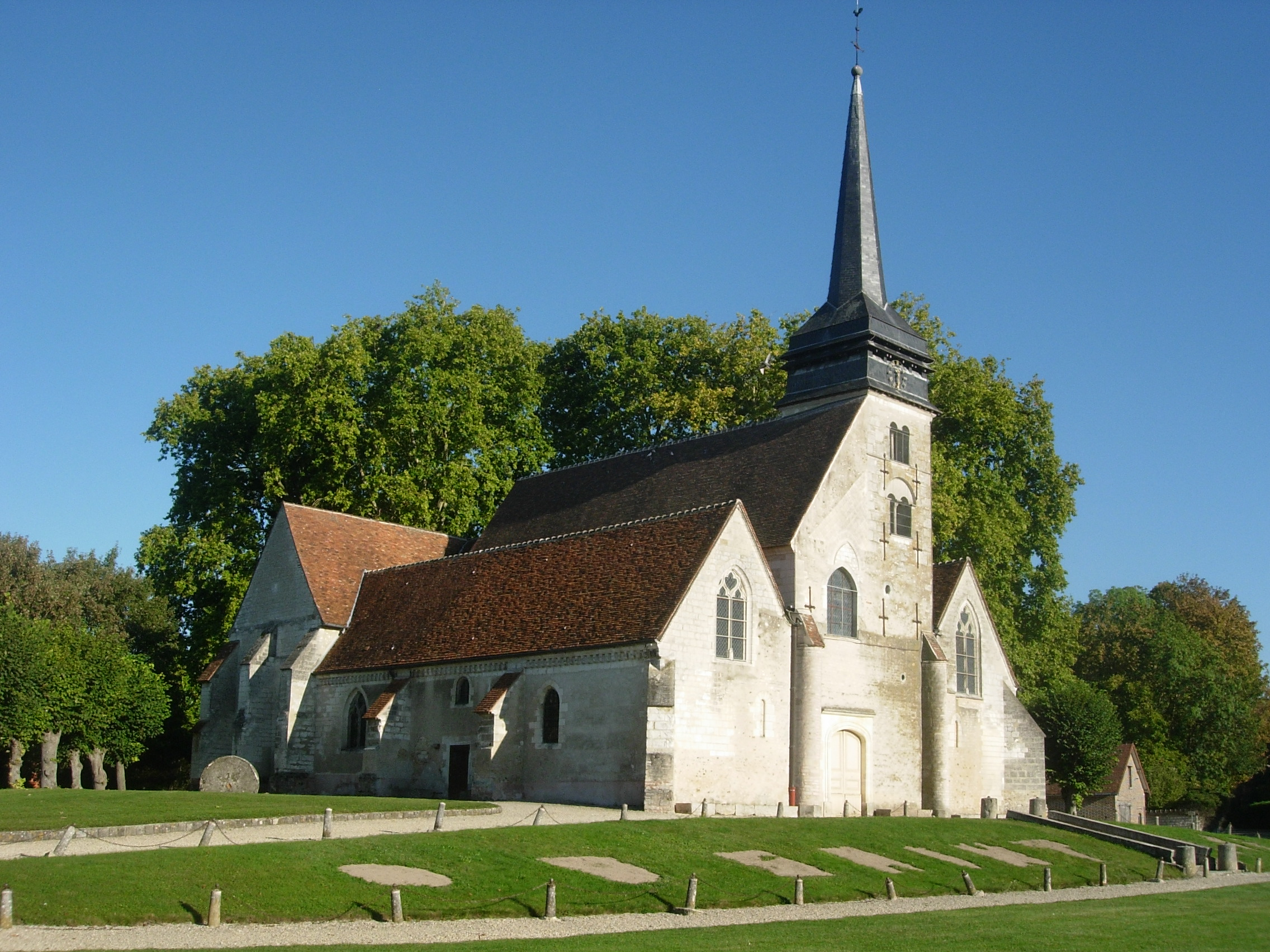

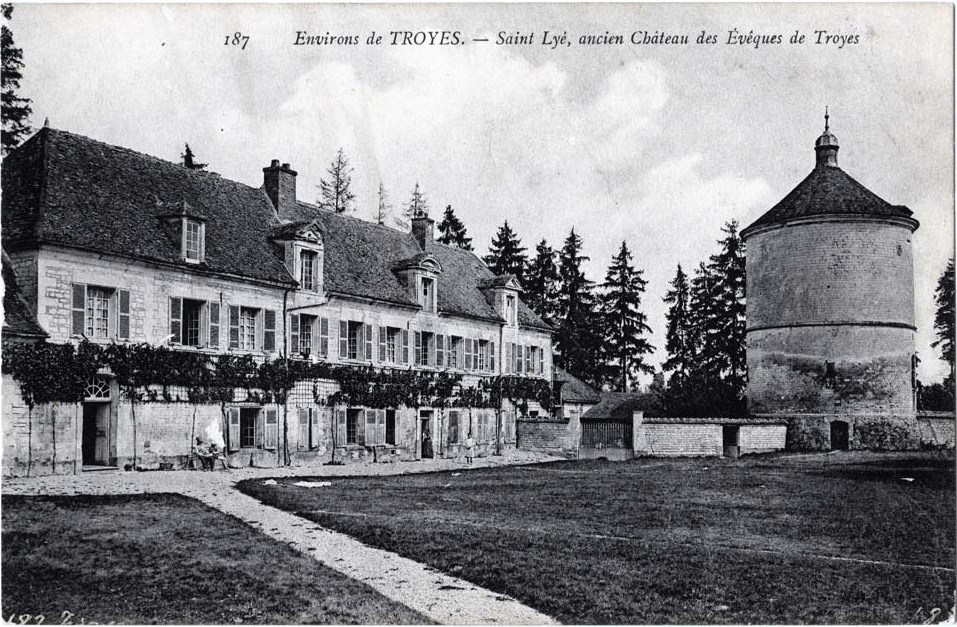
Château des évêques de Troyes.

- Chapelle Notre-Dame-des-Granges de Grange-l'Évêque.
- Château des évêques de Troyes.
- Croix.
- Monument aux morts.

## Personnalités liées à la commune
- 3 août 1315, au château fort de Saint-Lyé, mariage du roi Louis X le Hutin avec Clémence de Hongrie sa seconde épouse[29].

## Héraldique
|  | Les armes de la ville se blasonnent ainsi : Parti : au 1er de gueules à la fasce d’argent, au 2e d’or aux trois léopards de sable passant l’un sur l’autre. |